# 남사당 (영화)
"남사당"은 1975년에 개봉한 대한민국의 영화이다.

## 캐스팅
- 윤미라
- 최성호
- 조재성
- 하용수
- 한세훈
- 장훈
- 김은수
- 노강
- 조송자
- 정철
- 임운학
- 백송
- 구종석
- 이예민
- 김호연
- 김수천
- 임성포
- 오정열
- 전소양
- 김소조
- 권일정
- 김애라
- 지계순
- 김경란
- 손연순
- 박진희
- 강호정
- 유운화
- 나윤선
- 이상빈
- 이은화
- 서경옥
- 송민경
- 이성영
- 권영준
- 이용형
- 강대현
- 진태진
- 김진수
- 윤성훈
- 신정일
- 나성수
- 양일민